# Gerald Tucker
Gerald Myers "Gerry" Tucker, (nacido el 14 de marzo de 1922 en y fallecido el 29 de mayo de 1979) fue un jugador y entrenador de baloncesto estadounidense. Fue campeón olímpico como seleccionador de Estados Unidos en los Juegos Olímpicos de Melbourne de 1956.